# Nains et pygmées dans l'Égypte antique
Dans l'Égypte antique, notamment au cours des périodes du début de la Ire dynastie et de l'Ancien Empire, les nains et les pygmées étaient considérés comme des personnes dotées de dons célestes. Ils étaient traités avec beaucoup de respect et pouvaient bénéficier de positions sociales élevées. Pendant la Ire dynastie, les nains servaient et travaillaient directement pour le roi et la maison royale, et un certain nombre d'entre eux ont été retrouvés enterrés dans des tombes subsidiaires autour de celles des rois. En fait, la proportion assez élevée de nains dans les cimetières royaux de la Ire dynastie suggère que certains d'entre eux ont pu être amenés en Égypte depuis l'étranger.
Plus tard au cours de l'Ancien Empire, les nains étaient employés comme bijoutiers, tailleurs, échansons et gardiens de zoo, et pouvaient fonder des familles ou y être intégrés. Les pygmées étaient employés comme danseurs pour les grandes occasions et les fêtes religieuses. La position sociale des nains semble avoir décliné après l'Ancien Empire. À l'époque du Nouvel Empire, ils étaient dépeints de manière ridicule, et si le papyrus « La sage doctrine d'Amenemopet, fils de Kanakht » demande aux gens de ne pas les maltraiter, cela montre probablement qu'ils étaient sujets à des abus.
Dans l'art égyptien, les nains et les pygmées sont représentés de manière réaliste, ce qui permet de les identifier comme des cas de nanisme. Les anciens Égyptiens avaient trois mots et des hiéroglyphes spéciaux pour désigner les nains et vénéraient plusieurs divinités naines, en particulier Bès, le dieu du foyer et de la naissance, et deux formes naines de Ptah.

## Termes et représentations

### Écriture hiéroglyphique

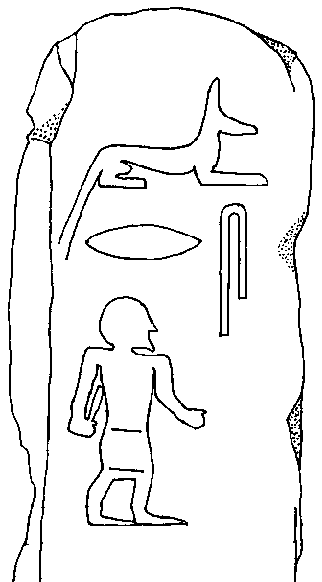
Stèle funéraire du nain de cour Ser-Inpou ; origine : Abydos.

Les anciens Égyptiens utilisaient trois termes pour désigner les peuples de petite taille : le premier d'entre eux était Daneg, qui signifie simplement « petit humain », « nain » et/ou « pygmée ». Les hiéroglyphes utilisés pour ces mots pouvaient être combinés avec le déterminatif d'un nain, ou bien le déterminatif était utilisé seul. Des stèles de la Ire dynastie ne montrent que le déterminatif, ce qui implique que le déterminatif lui-même se lisait Daneg et avait la même signification. Par la suite, ces mots ont souvent été combinés avec d'autres déterminatifs comme celui de « vêtements/mode » (signe Gardiner S38), décrivant littéralement un « nain de mode » (égyptien Daneg-seret) ; ou avec le déterminatif d'un danseur (signe Gardiner A32) pour un « nain danseur » (égyptien Daneg-ibaou),,. Pendant la période du Moyen Empire, deux nouveaux mots concernant les nains et les pygmées sont apparus : Nemou, qui signifie « malformé », indiquant l'origine génétique des nains égyptiens en tant que personnes nées avec une achondroplasie ; et Heoua qui signifie « berger » ou « conducteur de bétail »,,.

### Représentations
La représentation typique d'un nain dans l'art égyptien est réaliste, montrant un torse et une tête de taille normale, mais des bras et des jambes visiblement raccourcis et légèrement courbés. Ces proportions indiquent que l'achondroplasie et l'hypochondroplasie sont les conditions responsables du nanisme de l'individu,,. Pourtant, il existe aussi des reliefs de peuples de petite taille avec des proportions corporelles normales et il reste difficile de savoir si ces représentations montrent de vrais pygmées ou si ces personnes sont représentées petites afin de refléter leur faible rang ou d'accentuer la scène principale du relief,,.
Les plus anciennes représentations connues de nains en Égypte datent du début de la Ire dynastie et ont été trouvées dans le cimetière royal d'Abydos. Il s'agit de reliefs sculptés sur des stèles privées placées dans des tombes subsidiaires autour de celle du roi. Toutes les stèles qui subsistent sont endommagées et altérées, mais les nains représentés portent des cols en or, des jupes en lin fin et des insignes tels que des bâtons de fonction et des sceaux en tissu, typiques des hauts fonctionnaires et des prêtres,,. Les représentations de nains apparaissent également dans des inscriptions à l'encre noire sur des céramiques et des cruches à bière en terre. En outre, plusieurs figurines en ivoire représentant des nains masculins et féminins ont été découvertes à Abydos. Là encore, beaucoup de ces figurines montrent des nains portant des cols en or, des jupes en lin fin et même des perruques à dreadlocks. Certaines figurines féminines sont représentées dans un geste typique de la naissance en position debout et d'autres dépeignent clairement une femme enceinte. On pense que ces figurines spéciales de nains féminins étaient des porte-bonheur pour les femmes enceintes, destinés à attirer la chance pour la naissance d'enfants en bonne santé,,.

## Origines
La proportion de nains dans le cimetière royal d'Abydos est beaucoup plus importante que dans une population normale. Il est donc possible que certains de ces nains aient été achetés ailleurs - ou soient même venus volontairement en Égypte, terre où ils pouvaient espérer s'élever à un statut social élevé. À l'appui de cette hypothèse, Hermann Junker, Jacques Jean Clére et Hans Felix Wolf citent le mot égyptien Isouou, qui signifie « j'ai acheté (ceci) », et qui apparaît souvent en rapport avec les nains. Cependant, on ne sait toujours pas si la plupart des nains et des pygmées ont été achetés ou s'ils se sont « loués » à des institutions telles que les temples, les sanctuaires et même la cour du pharaon. Au cours de la première période dynastique et de l'Ancien Empire, il était courant, dans les foyers de la classe supérieure, que des sommes importantes soient versées lorsque les nains exécutaient des danses publiques ou d'autres tâches. De même, des objets de valeur étaient échangés lorsque les nains et les pygmées changeaient d'employeur ou de chef de famille. Évidemment, dans de rares cas, le nanisme apparaissait naturellement au sein d'une famille saine et normalement développée. Ainsi, tous les nains et pygmées n'étaient pas forcément acquis par effusion ou acquisition,,.

## Rangs sociaux et carrières

### Rangs sociaux
Les nains étaient traités avec un respect considérable dans la société de l'Égypte antique, notamment au cours des périodes du début de la Ire dynastie et de l'Ancien Empire. Leur nanisme naturel était considéré comme un don céleste, et la discrimination et l'exclusion sociale semblent avoir été inconnues des Égyptiens. Dans la plupart des cas où les nains étaient amenés dans une nouvelle famille, ils semblent avoir été acceptés immédiatement comme des membres à part entière. On leur confiait des tâches spéciales et exclusives, qui étaient normalement accomplies par les fonctionnaires les plus haut placés, comme les prêtres et les trésoriers. Même dans de nombreuses maisons royales, à côté du roi, les nains étaient autorisés à servir et à travailler,,,. Les rangs et les positions sociales exceptionnellement élevés dont jouissaient les nains expliquent, par exemple, leur présence importante dans les tombes subsidiaires autour de celles des pharaons de la Ire dynastie. Ces tombes subsidiaires étaient réservées aux serviteurs directs et les plus loyaux du souverain. Le fait d'être autorisés à être enterrés si près du roi montre à quel point les nains étaient respectés à cette époque,,.
À la VIe dynastie, sous le règne du roi Pépi II, nous connaissons une lettre écrite par le jeune roi de l'époque et adressée à son haut fonctionnaire et prince Hirkhouf, qui a été envoyé à Éléphantine afin de s'enquérir de l'état et de l'emplacement d'un « nain dansant » (égyptien Daneg ibaou). Hirkhouf avait reçu l'ordre de ramener le nain, originaire du légendaire Pays de Pount, sain et sauf au palais du roi, quel qu'en soit le prix. Le passage désigné inclut que le roi « désire voir le nain encore plus que de recevoir les précieux cadeaux de Pount ». La lettre révèle également qu'avant cet événement, plusieurs nains avaient déjà été amenés de Pount dans la maison royale,,.

### Fondation de la famille

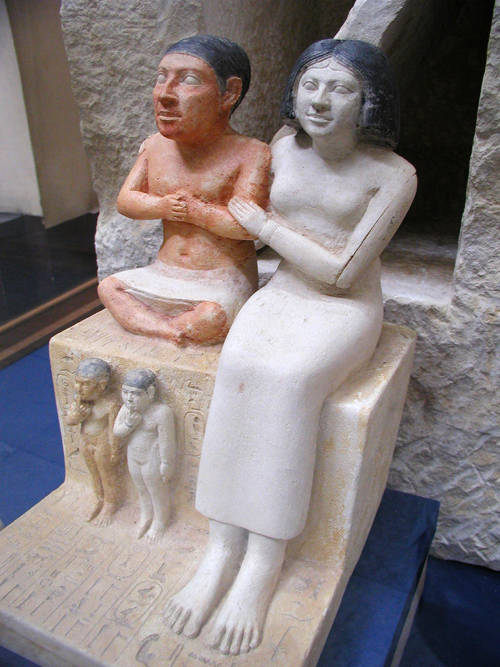
Statue du nain Seneb, de sa femme et de ses enfants, (ou.

Le cas le plus connu de nanisme dans l'Égypte antique est celui du haut fonctionnaire Seneb, car un groupe de statues finement sculptées représentant le nain et sa famille a survécu en excellente conservation. Seneb a travaillé à la fin de la IVe dynastie ou au début de la Ve dynastie, très probablement sous le règne du roi Chepseskaf et de ses successeurs. Seneb était marié à une femme normalement adulte nommée Senet-ites. Ils ont deux filles nommées Aouib-en-Khoufou et Semeret-Rêdjedef et un fils nommé Ânkh-ima-Rêdjedef, qui sont tous représentés comme étant de stature normale,,,. Cela montre qu'il était accepté que les nains puissent avoir des familles et des enfants en bonne santé. Les deux enfants représentés devant le siège de Seneb dans l'illustration ci-jointe se trouvent dans la position où les jambes d'une statue normale seraient représentées, ce qui atténue - mais ne dissimule pas - son apparence anormale. Étant donné que le père de Seneb était d'une taille normale, le cas de Seneb prouve également que tous les nains n'étaient pas amenés de pays étrangers, le nanisme apparaissant parfois - comme on pourrait s'y attendre d'après l'expérience moderne - au sein de familles égyptiennes. Dans d'autres cas, où des personnes également de petite taille sont représentées comme serviteurs d'autres nains, il est possible qu'elles aient fait partie de la même famille. Toutefois, cela reste une conjecture, car il n'était pas rare, à l'Ancien Empire, que les artistes représentent la même personne plusieurs fois dans une même scène. Ils le faisaient pour montrer que le personnage principal accomplissait plusieurs tâches en même temps,.

### Carrières
Les nains étaient autorisés à exercer plusieurs emplois de haut rang et pouvaient gravir les échelons au cours de leur carrière. Les reliefs de l'Ancien Empire représentent des nains exerçant principalement des métiers faciles et plutôt créatifs, car leur stature courte et fragile ne leur permettait pas d'effectuer des travaux physiques durs ou dangereux. Comme à d'autres époques, les nains étaient particulièrement appréciés en tant que trésoriers ou bijoutiers, car leur apparence très particulière rendait toute transaction malhonnête de leur part d'autant plus difficile.
L'entretien des zoos semble en fait, d'après les témoignages recueillis, être le travail le plus courant des nains. Les gardiens de zoo royaux s'occupaient principalement des animaux domestiques du roi, tels que les chiens de chasse, les chats domestiques et les guenons. Cela peut s'expliquer par le fait que ces animaux étaient très faciles à apprivoiser et ne représentaient pas un danger pour les nains. Un relief unique provenant du mastaba du haut fonctionnaire Nyankhnesou (VIe dynastie) montre un nain emmenant un léopard en promenade. Dans une autre tombe (celle du haut fonctionnaire Nofer, également de la VIe dynastie), un relief montre un nain et sa guenon tandis que le petit singe chaparde des raisins dans un panier de fruits et joue avec sa corde. D'autres reliefs de l'Ancien Empire suggèrent que les guenons assistaient littéralement leurs gardiens : dans la tombe de Kaaper, un relief unique représente un nain et sa guenon, alors qu'ils précisent l'horloge d'une paire de musiciens. En revanche, les représentations de nains travaillant eux-mêmes comme musiciens sont très rares,.
Les inscriptions de l'Ancien Empire révèlent que les nains avaient la possibilité d'être promus dans leurs professions et offices. Des titres de haut rang tels que « surveillant des nains dans la maison des vêtements » et «  surveillant des orfèvres », et des titres honorifiques tels que « ami du roi », « Bien-aimé du roi » et « chef du palais » prouvent que les nains étaient socialement traités à égalité avec les personnes normalement adultes. Cependant, il n'est pas clair si les nains étaient autorisés à remplir des fonctions dans les services et les rituels du temple. Les quelques reliefs montrant des nains impliqués dans des fêtes telles que la fête d'Hathor et le Heb Sed ne permettent aucune évaluation sûre car les inscriptions donnent les noms des nains, mais n'expliquent pas leur activité exacte,.

## Périodes ultérieures
À des périodes plus tardives, comme le Moyen et le Nouvel Empire, le respect particulier accordé aux nains semble avoir diminué. Les représentations des nains des périodes ultérieures les montrent de manière de plus en plus ridicule. Un papyrus égyptien datant de l'époque ramesside, intitulé « La sage doctrine d'Amenemopet, fils de Kanakht » (papyrus B.M. 10474), contient des appels à ne pas maltraiter les nains et les autres personnes handicapées (comme les aveugles, les infirmes et les autistes) ou à ne pas se moquer d'eux. Les chercheurs et les historiens considèrent les doctrines humaines d'Amenemopet comme un appel public contre la décadence morale à venir au sein de la société égyptienne,.

## Divinités naines

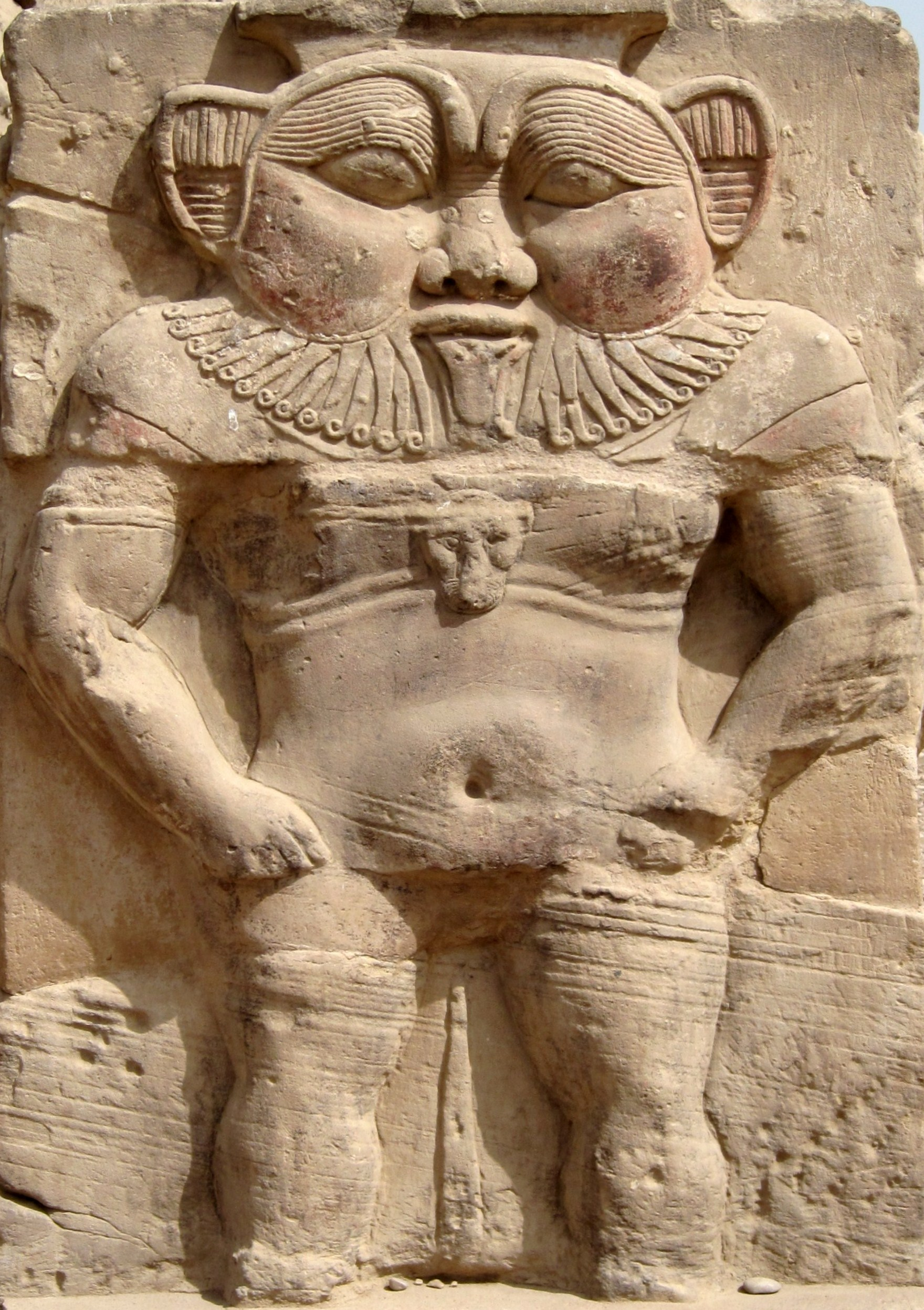
La divinité naine Bès telle que représentée sur un relief à Dendérah.

En Égypte antique, les peuples vénéraient plusieurs divinités naines, dont la plus importante était Bès. Son culte est attesté archéologiquement depuis la XIIe dynastie. On pense que le culte est né en Nubie, dans l'actuel Soudan. Bès est le dieu des rêves, de la chance, de la danse, et il est le protecteur de la maison et de ses biens. Il est également un dieu de la naissance et est vénéré dans les maisons de naissance aux côtés de la déesse Héqet. Bès est toujours représenté avec un torse et une tête normaux, des jambes et des bras raccourcis et des oreilles de lion. Son trait le plus caractéristique est sa représentation frontale, plutôt rare en Égypte antique, ce qui rend Bès particulièrement reconnaissable (et indique probablement une origine étrangère pour son culte),,.
Une autre divinité dotée de nanisme, mais rarement représentée, était Ptah-Pahtaka (« Ptah, le fort »). Il était vénéré comme une forme spéciale de Ptah, le dieu de l'art, de l'artisanat et de la créativité. Une autre forme de Ptah, également représentée sous la forme d'un nain, était Ptah-segem-panem (« Ptah, l'auditeur »). La divinité Thot, dieu du temps, de la connaissance, des mathématiques et de la lune, était parfois représentée comme un babouin à tête humaine. Il pourrait s'agir d'une allusion aux nains,,.

## Nains égyptiens connus par leur nom
Parmi les nains égyptiens qui se sont fait connaître par leur nom grâce à leur stèle funéraire, leurs reliefs et/ou leurs statues, on peut citer : Nefer, Ser-Inpou, Hedjou (tous trois de la Ire dynastie), Ny-ânkh-Djedefrê (IVe dynastie) et Seneb (fin de la IVe ou début de la Ve dynastie),,.